# Arroyo Boycua
Der Arroyo Boycua ist ein Fluss im Westen Uruguays.
Der im Departamento Salto gelegene Fluss entspringt einige Kilometer südöstlich von Belén bzw. nordwestlich von Termas del Arapey in der Cuchilla de Belén. Von dort fließt er in westlicher Richtung, bevor er südlich von Belén und nördlich der Mündung des Río Arapey Grande als linksseitiger Nebenfluss im Río Uruguay endet. Etwa auf halber Strecke wird er von der Ruta 3 in Nord-Süd-Richtung gekreuzt.